# Reo Yasunaga
Reo Yasunaga (安永 玲央 Yasunaga Reo?, Ōta, Tokio, 19 de noviembre de 2000) es un futbolista japonés que juega como centrocampista en el Matsumoto Yamaga F. C. de la J3 League.
Es hijo del exfutbolista y comentarista Sotaro Yasunaga.

## Trayectoria
En 2019 se unió al Yokohama FC. Después de eso, jugó en el Kataller Toyama.

## Clubes
| Club                            | País  | Año       |
| ------------------------------- | ----- | --------- |
| Yokohama FC                     | Japón | 2019-2022 |
| Kataller Toyama (cedido)        | Japón | 2019      |
| Mito HollyHock (cedido)         | Japón | 2022      |
| Mito HollyHock                  | Japón | 2023      |
| Matsumoto Yamaga F. C. (cedido) | Japón | 2023      |
| Matsumoto Yamaga F. C.          | Japón | 2024-     |